# La máquina diferencial
La máquina diferencial (en inglés: The Difference Engine) es una novela de ciencia ficción, del género literario ucronía, escrita en conjunto por William Gibson y Bruce Sterling, tratándose de una de las principales exponentes del subgénero steampunk.
Fue nominada al Premio Nébula a la mejor novela de ciencia ficción en 1991 y al premio John W. Campbell en 1992.

## Sinopsis
La novela se sitúa en la época victoriana, en donde el Partido Industrial Radical, liderado por un longevo Lord Byron (que sobrevivió a la guerra de independencia griega, a diferencia de lo que ocurrió en la realidad) obtiene el poder, y el matemático Charles Babbage construye exitosamente su proyectada máquina diferencial, si bien el artefacto descrito en el libro se asemeja más a la máquina analítica proyectada por el mismo inventor con posterioridad a sus diseños de la máquina diferencial.
Luego del logro de Babbage, su máquina diferencial es construida en serie gracias a la naciente industrialización a vapor de Gran Bretaña, haciéndose un artículo ampliamente utilizado, cuyo uso genera en la sociedad efectos análogos a los que en el siglo XX produjeron las tecnologías de la información. Así, la novela explora los efectos que esto habría traído de ocurrir en el siglo XIX,  incluyendo la aparición de los "clackers", personas técnicamente especializadas en el manejo de los nuevos aparatos.
En la novela, el Imperio británico alcanza un mayor poder que en la historia, gracias al desarrollo de avanzadas tecnologías impulsadas por la máquina de vapor, y a refinados ingenios militares como aeronaves y artillería, logrados principalmente con el aporte de la máquina diferencial, que logra una mayor eficacia en todo el Imperio. Es el Reino Unido, y no Estados Unidos, el que fuerza a Japón a abrirse a Occidente. Respecto a Norteamérica, el Reino Unido logra evitar la formación de la Unión, advirtiendo con gran olfato político, que de formarse la unión, sería a la larga el mayor poder mundial. En su lugar, las colonias americanas se disgregan, apareciendo los Estados Confederados, una República de Texas, una República de California, una comuna de Manhattan de inspiración comunista, una Norteamérica Británica análoga a Canadá, pero de mayor tamaño, América rusa (Alaska), siendo lo demás territorios sin soberanía.
Aparecen en la obra diversos personajes históricos, como Samuel Houston, que en la novela funge como presidente de Texas, John Keats que aparece como un operador de máquinas diferenciales, y Benjamin Disraeli, como un importante periodista.
En la Gran Bretaña de la novela, se profesa un gran respeto a los científicos y a los industriales, a los que se denomina «sabios» y se los ennoblece por sus logros, rompiendo la tradición pasada de la nobleza británica.
La trama se centra en la historia de tres figuras y su búsqueda de las tarjetas perforadas, que contienen información fundamental que solo puede ser leída con la ayuda de las máquinas diferenciales, y cuya programación permite a su dueño conseguir grandes ventajas.

## Referencia bibliográfica
- Gibson, William. La máquina diferencial. ISBN 978-84-9800-281-2.

- Datos: Q466103